# Reggaeton
O reggaeton (ou reguetão) é um estilo musical que tem suas raízes na música latina e caribenha. Seu som deriva do ritmo reggae em espanhol do Panamá, influenciado pelo hip hop, pela salsa e pela música eletrônica. Esse gênero musical surgiu no Panamá, tirado do estilo eletrônico e logo se popularizou em Porto Rico e se espalhou pelo mundo. A maioria das músicas contém letras com conteúdo sexual, porém, existem temas pop, românticos, urbanos contando a realidade das ruas, das drogas e, claro, sobre festas e ostentação.

## História
O nome "reggaeton" vem da junção das palavras "reggae" e "maratón" ("maratona", nome que se dá a um concurso de rima típico do rap), proveniente da região do Caribe. O nome reggaeton só foi criado e se tornou proeminente entre 1994 e 1995, no Panamá, porém, começou a se espalhar já no início dos anos 80 por lá. Músicos como El General, Nando Boom, Chico Man, Rene Renegado e Black Apache são considerados os precursores do estilo, já que misturavam reggae jamaicano com ritmos latinos. Em Porto Rico, iniciou como ritmo underground (clandestino ou não elitizado), com músicas de rap em espanhol com conteúdo forte, como Soy de la calle do porto-riquenho Vico C. A atração pelo rap deu origem a grandes músicas como "La Escuela" de Ruben DJ e "Gata Sanduguera" de Mey Vidal. A fusão do ritmo reggae com o rap em espanhol deu origem a uma fusão que foi evoluindo até o reggaeton de hoje.

### Ano Dourado
Considerado por muitos como o ano dourado do reggaeton (El Douradito), 2006 foi um ano de muita atividade para o reggaeton mundial. Foram lançados vários álbuns por nomes como Daddy Yankee (El Presidente), Don Omar (El Rey), Wisin (El Sobrevivente) & Yandel (El Capitán) e Hector "El Father". Contribuindo com várias músicas que ainda hoje se ouvem nos clubes noturnos de Porto Rico.
Em 2006, foram lançadas também várias coletâneas, das quais se destaca "Mas Flow Dos", considerado por muitos como o melhor álbum de reggaeton do século. Produzido pelo Luny Tunes, esse CD duplo conta com a presença dos grandes nomes do reggaeton Daddy Yankee, Wisin & Yandel, Tony Tun Tun, Hector 'El father', Polaco, entre outros. Contando com o single "Mayor que Yo", uma música com créditos dividios por muitos nomes sonantes do reggaeton, é ainda hoje considerada um marco na história do reggaeton mundial. Pois também em 2017, o cantor Daddy Yankee e Luis Fonsi bombaram com o sucesso "Despacito".

## Características
O reggaeton, em espanglês, que é um tipo de dialeto que mistura a língua castelhana e a língua inglesa. Muitos músicos optaram por fazer as suas músicas principalmente com forte apelo sexual para alcançarem a fama mais rapidamente. Mas outros usaram como temática em suas letras racismo, drogas, crime (temas que fazem parte da cultura hip hop gangsta) e até religião.

## Críticas
O ritmo reggaeton tem gerado bastante polêmica entre a sociedade dos vários países onde faz sucesso. Isso se dá principalmente pelo teor pornográfico de algumas letras como, por exemplo, a canção do músico Pitbull chamada "Toma" ("Abre suas pernas/Quero ver você agir como um animal") e pela dança chamada perreo que consiste na imitação da posição sexual dos cães, em que o homem posiciona-se atrás da mulher, ela se inclina com as mãos nos joelhos e esfrega suas nádegas na púbis masculina. Em Porto Rico, o governo ameaçou proibir manifestações de reggaeton por causa do incentivo à violência e à prostituição. Músicos como Vico C e Many Montes se engajaram na campanha de estimular uma consciência crítica da população em relação aos músicos que compõem usando o sex appeal e o estímulo à violência para vender, não só em relação aos músicos de reggaeton como também de rap e pop.
Em Cuba, o ritmo reggaeton foi considerado "perigoso" pela União de Jovens Comunistas, que escreveram em seu jornal Juventude Rebelde que esse estilo musical divulga a luxúria e o vício. Chegaram até mesmo a propor sua proibição, pois, segundo eles, o ritmo "comprovadamente incita a violência e o consumo de "tóxicos". Polêmicas à parte, o fenômeno reggaeton é descrito por alguns como o hip hop dos latinos e por outros como apenas mais uma moda passageira. Entre os músicos de reggaeton mais conhecidos mundialmente estão: Tito "El Bambino", Tego Calderón, Daddy Yankee, Hector "El Father", Don Omar (esses primeiros sendo os veteranos do reggaeton), além de Ozuna, Pitbull, Wisin y Yandel, Vico C, J Balvin, Luny Tunes, Baby Rasta e Gringo, sir speedy, Ivy Queen, Alexis Y Fido, Zion e Lennox, De La Ghetto, Arcangél, Tempo, Nicky Jam, Big Boy, entre outros.

## No Brasil
O primeiro nome do reggaeton no Brasil foi o grupo mineiro Señores Cafetões, surgido em 2003 e influenciado por artistas como Daddy Yankee, que se tornou conhecido por canções como "Rakatakata" e "Cinderela da Favela". Após deixar o grupo em 2007, MC Papo popularizou o ritmo com a faixa "Piriguete" – que, na época, foi erroneamente confundida com hip hop e funk por se tratar de um gênero quase desconhecido no país. Na mesma época, surgiram outros nomes como Preguiça e Tileleo, Kartel Latino e Muamba Bitt – que ganhou o talent show Astros. O portal Reggaeton Brasileiro, criado em 2006, ajudou a promover os músicos brasileiros. A cantora Wanessa Camargo foi o primeiro grande nome nacional a gravar um reggaeton com a canção Amor, Amor,  lançado  em 2005, e foi responsável por apresentar o gênero em grande escala no país.  Em 2008, a cantora de axé Gilmelândia gravou "Dominado", lançada como single naquele ano. Em 2009, foi lançada a coletânea Reggaeton Brasil Vol. 01, que apresentou os principais representantes do gênero no Brasil.
Com o passar do tempo, outras pessoas passaram a gravar o gênero, como Anitta em diversas músicas a partir de "Sim ou Não".

## Reggaetonalternativo
Os grupos de reggaeton que se recusam a aderir ao estereótipo tradicional de reggaeton aderiram a um subgênero que tem as mesmas características do rap alternativo, com diferença de que ele parte do reggaeton e mistura várias tendências musicais.